# 石川県の図書館一覧
石川県の図書館一覧（いしかわけんのとしょかんいちらん）は、石川県内にあるすべての図書館の一覧である。なお、学校図書館は除外している。

## 県立図書館
- 石川県立図書館
- 石川県議会図書館（石川県庁舎内）

## 市町村立図書館

### 加賀地方
- 金沢市図書館
  - 金沢市立玉川図書館
    - 金沢市立玉川図書館城北分館（金沢市立城北児童会館内）
    - 金沢市立玉川図書館近世史料館

  - 金沢市立玉川こども図書館
  - 金沢市立泉野図書館
    - 金沢市立平和町児童図書館（2022年3月閉館[1]）

  - 金沢市立金沢海みらい図書館
- 白山市立図書館
  - 白山市立松任図書館（松任学習センター プララ内）
  - 白山市立美川図書館
  - 白山市立鶴来図書館（鶴来文化会館クレイン内）
    - 白山市立鶴来図書館本町分館（白山市役所鶴来支所内）

  - 白山市立かわち図書館（ハローカントリー内）
- 小松市立図書館（芦城公園内）
  - 小松市立図書館分館南部図書館(小松市立南部中学校内)
- 小松市立空とこども絵本館
- 加賀市立図書館
  - 加賀市立中央図書館
  - 加賀市立山中図書館
- 野々市市立図書館（学びの杜ののいち カレード内）
- 能美市立図書館
  - 能美市立根上図書館
  - 能美市立寺井図書館
  - 能美市立辰口図書館
- かほく市立中央図書館

河北郡
- 津幡町立図書館（津幡町文化会館シグナス内）
- 内灘町立図書館（内灘町文化会館内）

能美郡
- 川北町立図書館(川北町ふれあい健康センター内)

### 能登地方
- 七尾市立図書館（ミナ.クル内）
  - 矢田郷地区コミュニティセンター図書室（七尾サンライフプラザ内）
  - 田鶴浜地区コミュニティセンター図書室
  - 中島地区コミュニティセンター図書室
- 輪島市図書館
  - 輪島市立図書館
  - 輪島市立図書館町野分館（輪島市役所町野支所内）
  - 輪島市立門前図書館
- 羽咋市立図書館（コスモアイル羽咋内）
- 珠洲市民図書館

羽咋郡
- 志賀町立図書館
  - 志賀町立富来図書館
- 宝達志水町立図書館（宝達志水町生涯学習センターさくらドーム21内）

鳳珠郡
- 能登町立中央図書館（コンセールのと内）
- 柳田教養文化館
- 能登町立松波公民館図書室
- 穴水町立図書館（穴水町さわやか交流館プルート内）

鹿島郡
- 中能登町立図書館
  - 中能登町立鳥屋図書館（ふるさと創修館内）
  - 中能登町立鹿島図書館（生涯学習センター「ラピア鹿島」内）
  - 中能登町立鹿西図書館（カルチャーセンター飛翔内）